# Pernilla August
Pernilla August tidl. Mia Pernilla Wallgren (født 13. februar 1958) er en svensk skuespiller og instruktør.
I 1990'erne spillede hun centrale rolle i to store svenske tv-serier, begge instruerede af Bille August.
Først i Den gode vilje med Ingmar Bergman-manuskript og derefter i Jerusalem.
Som Hollywood-skuespiller er hun kendt for sin rolle som Shmi Skywalker i George Lucas' Star Wars-film, først i Star Wars: Episode I - Den usynlige fjende fra 1999 og derefter i
Star Wars: Episode II - Klonernes angreb.
I oktober 2011 blev hun konceptuerende instruktør på DR's drama tv-serie Arvingerne, der fik premiere den 1. januar 2014.

## Privat
Hun var gift med Klas Östergren 1982-89 og med Bille August 1991-97. Hun er mor til scenografen Agnes Östergren og skuespiller og sanger Alba August og skuespiller Asta August.

## Film og serier
- Giliap (1975)
- Ene hane i kurven (1981)
- Fanny og Alexander (1982)
- Slangens vej (1986)
- Den gode vilje (1992)
- The Young Indiana Jones Chronicles (tv-serie, 1993)
- Jerusalem (1996)
- Personlige samtaler (1996)
- Glaspusterens børn (1998)
- Den sidste kontrakt (1998)
- Star Wars Episode I: Den usynlige fjende (1999)
- Fødselsdagen (2000)
- Anna (2000)
- Gossip (2000)
- Nedtælling (2001)
- Jeg er Dina (2002)
- Star Wars Episode II: Klonernes angreb (2002)
- Karlsson på taget (animationsfilm, 2002)
- Detaljer (2003)
- Hvis jeg vender mig om - en film om håb (2003)
- Dag og nat (2004)
- Drabet (2005)
- Mund mod mund (2005)
- Forestillinger (tv-serie, 2007)
- Kenny begins (2009)
- Miss Kicki (2009)
- En rationel løsning (2009)
- Star Wars: The Clone Wars (animeret tv-serie, 2011)
- Hamilton: I nationens interesse (2012)
- Dom over død mand (2012)
- Gentlemen & Gangsters (tv-serie, 2016)
- Arvingerne (tv-serie, 2014-2017, også instruktør)
- Glitch (tv-serie, 2017-2019)
- Kursk (2018)
- Britt-Marie var her (2019)
- Fyr og flamme (2019)
- Efterforskningen (tv-serie, 2020)
- Forhøret (tv-serie, 2021)
- Abestjernen (animationsfilm, 2021)
- Young Royals (tv-serie, 2021-2024)
- Hændelser ved vand (tv-serie, 2023)
- Ronja Røverdatter (tv-serie, 2024)